# Sakla (Pühalepa)
Sakla − wieś w Estonii, w prowincji Hiuma, w gminie Pühalepa.